# Binokulära instrument
Binokulära instrument avser optiska instrument (kikare, mikroskop, lupper och andra betraktningsapparater) som har två okular och därmed kan användas med båda ögonen samtidigt. Detta ger en bekvämare användning, ett skarpare seende och, om strålgångarna är helt skilda, också möjlighet till djupseende.
Binokulär betyder ordagrant "med två ögon".